# Haganah

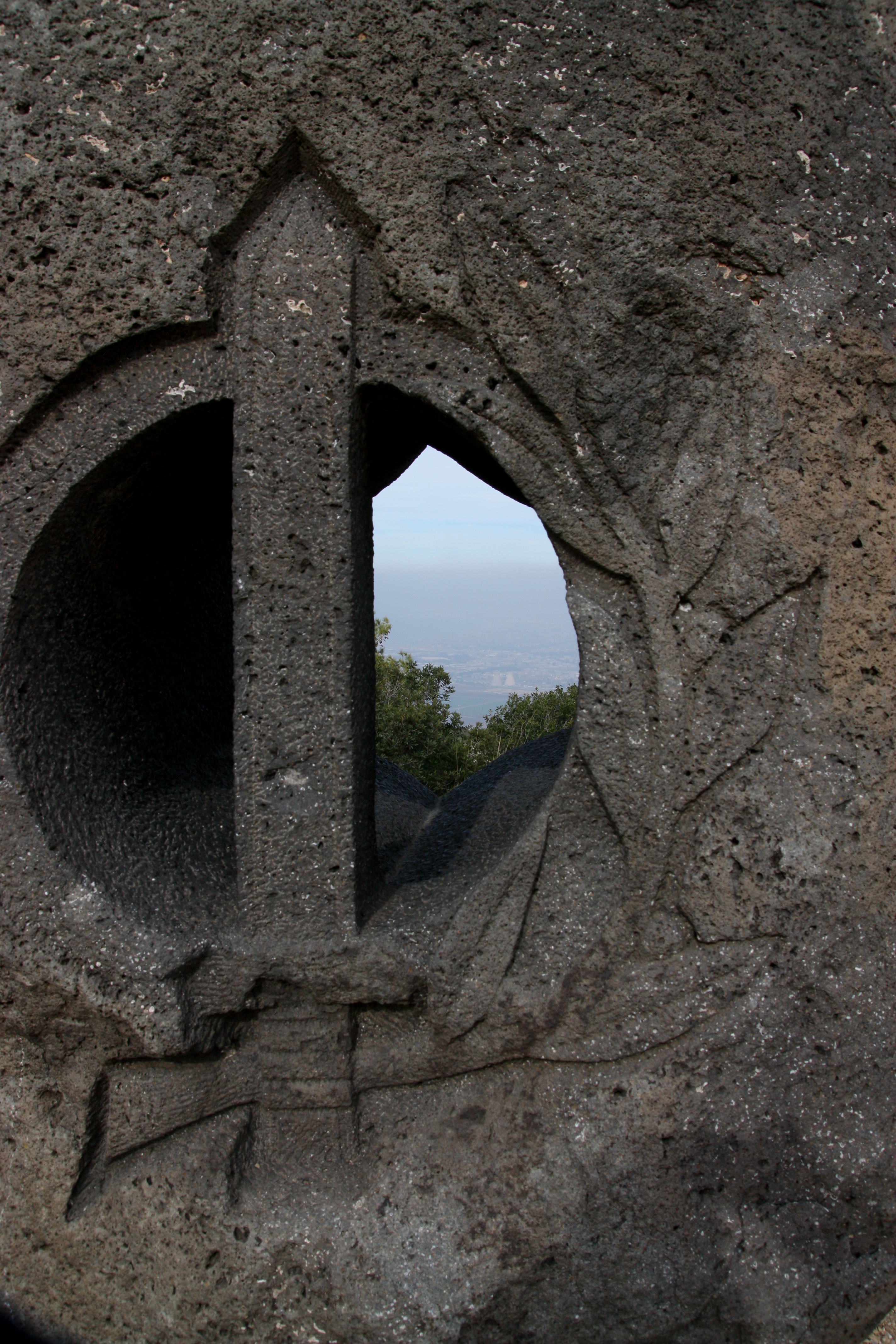
Haganah

Haganah (Tiếng Hebrew: Lực lượng phòng vệ, ההגנה) là một tổ chức bán vũ trang của người Do Thái trong vùng đất ủy nhiệm của Anh tại Palestine từ 1920 tới 1948, sau này trở thành hạt nhân của Lực lượng Quốc phòng Israel.